# Astacidea
Astacidea là một nhóm các động vật giáp xác mười chân bao gồm tôm hùm càng, tôm hùm đất cùng các họ hàng gần của chúng.

## Mô tả
Astacidea được phân biệt với phần lớn các loài giáp xác mười chân khác ở chỗ chúng có càng (chân càng) trên 3 đôi chân bò đầu tiên, với cặp chân càng thứ nhất to lớn hơn nhiều so với 2 cặp chân càng còn lại. Hai đôi chân bò còn lại là chân đơn (không càng), ngoại trừ ở Thaumastocheles, trong đó cặp chân bò thứ năm có thể có "chân kìm nhỏ".

## Phân bố
Các thành viên của phân thứ bộ Astacidea được tìm thấy trên khắp thế giới – cả trong các đại dương và trong các vùng nước ngọt – ngoại trừ châu Phi đại lục và một số nơi ở châu Á.

## Phân loại
Phân thứ bộ Astacidea bao gồm 5 liên họ, trong đó hai liên họ tôm hùm đất (Astacoidea và Parastacoidea), một liên họ tôm hùm càng thật sự (Nephropoidea), một liên họ tôm hùm đá ngầm (Enoplometopoidea với chi duy nhất là Enoplometopus), và một số các đơn vị phân loại hóa thạch. Tại thời điểm năm 2009, người ta công nhận 782 loài, trong đó trên 400 loài thuộc họ Cambaridae. Các thành viên của phân thứ bộ Glypheidea (chứa một loạt các hóa thạch và 2 loài còn sinh tồn là Neoglyphea inopinata và Laurentaeglyphea neocaledonica) trước đây cũng được gộp trong phân thứ bộ này.
- †Palaeopalaemonoidea
  - †Palaeopalaemonidae
- Enoplometopoidea
  - Enoplometopidae
  - †Uncinidae
- Nephropoidea
  - †Chilenophoberidae
  - Nephropidae
  - Thaumastochelidae (có thể gộp trong Nephropidae).
  - †Protastacidae
  - †Stenochiridae
- Astacoidea
  - Cambaroididae[5][6]
  - Astacidae
  - Cambaridae
  - †Cricoidoscelosidae
- Parastacoidea
  - Parastacidae

## Phát sinh chủng loài
Cây phát sinh chủng loài trong phạm vi phân thứ bộ Astacidea dưới đây dựa theo Stern và ctv. (2017), Cradall & Grave (2017)

|  | Enoplometopidae |
|  |                 |
|  | Nephropidae     |
|  |                 |

|  | Cambaroididae                                            |
|  |                                                          |
|  | \| \| Astacidae \| \| \| \| \| \| Cambaridae \| \| \| \| |
|  |                                                          |
|  | Astacidae                                                |
|  |                                                          |
|  | Cambaridae                                               |
|  |                                                          |

|  | Astacidae  |
|  |            |
|  | Cambaridae |
|  |            |

|  | Cambaroididae                                            |
|  |                                                          |
|  | \| \| Astacidae \| \| \| \| \| \| Cambaridae \| \| \| \| |
|  |                                                          |
|  | Astacidae                                                |
|  |                                                          |
|  | Cambaridae                                               |
|  |                                                          |

|  | Astacidae  |
|  |            |
|  | Cambaridae |
|  |            |

|  | Enoplometopidae |
|  |                 |
|  | Nephropidae     |
|  |                 |

|  | Cambaroididae                                            |
|  |                                                          |
|  | \| \| Astacidae \| \| \| \| \| \| Cambaridae \| \| \| \| |
|  |                                                          |
|  | Astacidae                                                |
|  |                                                          |
|  | Cambaridae                                               |
|  |                                                          |

|  | Astacidae  |
|  |            |
|  | Cambaridae |
|  |            |

|  | Cambaroididae                                            |
|  |                                                          |
|  | \| \| Astacidae \| \| \| \| \| \| Cambaridae \| \| \| \| |
|  |                                                          |
|  | Astacidae                                                |
|  |                                                          |
|  | Cambaridae                                               |
|  |                                                          |

|  | Astacidae  |
|  |            |
|  | Cambaridae |
|  |            |